# Félicie
Félicie est une comédie en un acte et en prose de Marivaux, destinée à la Comédie Française, mais jamais jouée par ses comédiens et donc proposée par Marivaux au Mercure de France qui la publia  en mars 1757.
Elle relate l’instruction et la correction d’une jeune coquette faisant l’expérience d’une passion amoureuse perturbante, arrêtée juste à temps par le pouvoir d’une fée. 

## Personnages
- Félicie
- Lucidor
- La Fée, sous le nom d’Hortense
- La Modestie
- La Vertu, sous le nom de Diane
- Troupe de chasseurs

## L'intrigue
Dans un pays enchanté, se trouve une jeune fille, élevée par sa fée marraine. Cette dernière souhaite la doter d'un don. Félicie choisit celui de plaire. La fée le lui accorde mais place auprès d’elle la Modestie avant de s’éloigner. Félicie est alors terriblement attirée par le bruit d’une fête qui se fait entendre au loin. La Modestie la retient et lui montre la Vertu, qui apparaît sous les traits de Diane, et vient la rejoindre. Face au manque de réserve de la jeune fille, la Modestie et la Vertu s’efforcent alors de mettre en garde Félicie contre les dangers que pourrait causer son manque de pudeur. Félicie n'en a que faire et trouve Diane bien sévère. Son visage s'illumine en voyant un jeune homme s'approcher d'elle. Il se nomme Lucidor. Il admire Félicie et lui adresse des compliments qui lui vont droit au cœur et l'attendrissent. La Modestie la gêne. Lucidor supplie Félicie de l’éloigner, ce qu'elle consent à faire. La voyant enfin seule, Lucidor devient de plus en plus pressant. L'ingénue, fortement tentée, et se sentant prête à céder aux avances de Lucidor, rappelle dans un dernier effort, la Modestie et la Vertu, qui, avec l'aide de la Fée, viennent au secours de Félicie. La jeune fille, honteuse de sa faiblesse, se jette alors dans les bras de sa marraine pendant que Lucidor s’éloigne.

## Commentaires
Jamais portée à la scène du temps de Marivaux, l'œuvre a été présentée au Petit Théâtre du Gymnase en 2016 dans une version enrichie de quelques scènes (ainsi que de deux personnages) et mise en scène par Paolo Domingo, sur une musique de Frédéric Dunis et dans des décors d'Anne d'Alançon.

## Sources
- Jean Fleury, Marivaux et le Marivaudage, Paris, Plon, 1881, p. 244-5.
- Gustave Larroumet, Marivaux, sa vie et ses œuvres, Paris, Hachette, 1894, p. 245.